# Friedrich Hirzebruch
Friedrich Ernst Peter Hirzebruch  est un mathématicien allemand né le 17 octobre 1927 à Hamm et décédé le 27 mai 2012 à Bonn,. Il est notamment connu pour ses travaux sur la topologie, les variétés complexes et la géométrie algébrique. Il fut une personnalité de premier plan à son époque. Il a été décrit comme « le plus important mathématicien dans l'Allemagne de l'après-guerre ».

## Travaux
En 1954, il généralise le théorème de Riemann-Roch en dimension arbitraire pour des variétés algébriques sur le corps des nombres complexes. Sa démonstration sera améliorée et étendue par Alexandre Grothendieck.

## Distinctions
Il reçoit le prix Wolf en mathématiques en 1988, la médaille Lomonossov en 1996, la médaille Albert-Einstein et la médaille Stefan-Banach en 1999, le prix scientifique Alfried-Krupp de la fondation Alfried Krupp von Bohlen und Halbach en 2000, la médaille Cantor en 2004.